# Valdezarza (metrostation)
Valdezarza is een metrostation in het stadsdeel Moncloa-Aravaca van de Spaanse hoofdstad Madrid. Het station werd geopend op 12 februari 1999 en wordt bediend door lijn 7 van de metro van Madrid.